# Heion Sedai no Idaten-tachi
Heion Sedai no Idaten-tachi (平穏世代の韋駄天達?), conocida en inglés como "The Idaten Deities Know Only Peace", es una serie de manga japonesa, escrita por Amahara e ilustrada por Coolkyousinnjya. La serie se publica en la revista de manga seinen de Hakusensha, Young Animal desde agosto de 2018, y se ha recopilado en cinco volúmenes de tankōbon. Es una versión remake del manga en línea de Amahara con el mismo nombre. Una adaptación al anime de MAPPA se estrenó el 22 de julio de 2021 en el bloque de programación Noitamina de Fuji TV.

## Argumento
En la historia de este manga, los dioses aparecieron cuando la humanidad estaba al borde de la aniquilación por parte de los demonios. Deidades llamadas “Idaten” pelearon y sellaron a los demonios hace 800 años. Ahora, los “Idaten” ya no tiene experiencia en peleas y viven vidas pacíficas. Pero, al mismo tiempo, los demonios están reviviendo, y la batalla entre humanos, dioses y demonios está a punto de comenzar. ¿Cuál será el bando que se alce con la victoria en esta ocasión con las condiciones tan cambiadas?

## Personajes
Hayato (ハヤト?)
 Seiyū: Romi Park
Easley (イースリイ Īsurii?)
 Seiyū: Megumi Ogata
Paula (ポーラ Pōra?)
 Seiyū: Yui Horie
Rin (リン?)
 Seiyū: Akemi Okamura
Prontea (プロンテア Purontea?)
 Seiyū: Akira Ishida
Gil (ギル Giru?)
 Seiyū: Shizuka Itō
Pisara (ピサラ?)
 Seiyū: Asami Seto
Nickel (ニッケル Nikkeru?)
 Seiyū: Sumire Uesaka
Corey (コリー Korī?)
 Seiyū: Shizuka Ishigami
Nept (ネプト Neputo?)
 Seiyū: Masuo Amada
Miku (ミク?)
 Seiyū: Mariya Ise
Brandy (ブランディ Burandi?)
 Seiyū: Yōko Honna
Takeshita (タケシタ?)
 Seiyū: Mitsuru Miyamoto
Ōpami (オオバミ Oobami?)
 Seiyū: Chō

## Sinopsis
Los dioses aparecieron cuando la humanidad estaba al borde de la aniquilación por parte de los demonios. Deidades llamadas “Idaten” pelearon y sellaron a los demonios hace 800 años. Ahora, los “Idaten” ya no tiene experiencia en peleas y viven vidas pacíficas. Pero, al mismo tiempo, los demonios están reviviendo, y la batalla entre humanos, dioses y demonios está a punto de comenzar.

## Contenido de la obra

### Manga
La serie se publica en la revista de manga seinen de Hakusensha, Young Animal desde agosto de 2018, y se ha recopilado en cinco volúmenes de tankōbon. Es una versión remake del manga en línea de Amahara con el mismo nombre.
| Vol | Fecha de publicación    | ISBN                   |
| --- | ----------------------- | ---------------------- |
| 1   | 29 de enero de 2019     | ISBN 978-4-5921-6321-3 |
| 2   | 12 de noviembre de 2019 | ISBN 978-4-5921-6322-0 |
| 3   | 11 de agosto de 2020    | ISBN 978-4-5921-6323-7 |
| 4   | 29 de junio de 2021     | ISBN 978-4-5921-6324-4 |
| 5   | 29 de julio de 2021     | ISBN 978-4-592-16325-1 |

### Anime
Una adaptación de la serie al anime se anunció el 11 de agosto de 2020. La serie está animada por MAPPA y dirigida por Seimei Kidokoro, con Hiroshi Seko a cargo de la composición de la serie y Nao Ootsu diseñando los personajes. Se estrenó el 22 de julio de 2021 en el bloque de programación Noitamina de Fuji TV. Crunchyroll obtuvo la licencia de la serie fuera de Asia.

#### Lista de episodios
| N.º | Título                                                                          | Dirigido por      | Escrito por  | Fecha de emisión original |
| --- | ------------------------------------------------------------------------------- | ----------------- | ------------ | ------------------------- |
| 1   | «Paz» Transcripción: «Heion» (en japonés: 平穏)                                 | Seimei Kidokoro   | Hiroshi Seko | 23 de julio de 2021       |
| 2   | «Viento del sur» Transcripción: «Kuro Minami» (en japonés: 黒南)                | Papiko Aizō       | Hiroshi Seko | 29 de julio de 2021       |
| 3   | «Vendaval» Transcripción: «Hyō» (en japonés: 飄)                                | Ayataka Tanemura  | Hiroshi Seko | 5 de agosto de 2021       |
| 4   | «Gorrión molinero» Transcripción: «Kōjaku» (en japonés: 黄雀)                   | Katsushi Sakurabi | Hiroshi Seko | 12 de agosto de 2021      |
| 5   | «Color» Transcripción: «Iro» (en japonés: 色)                                   | Akiko Seki        | Hiroshi Seko | 19 de agosto de 2021      |
| 6   | «Humo» Transcripción: «Kemuri» (en japonés: 煙)                                 | Teruyuki Ōmine    | Hiroshi Seko | 26 de agosto de 2021      |
| 7   | «Karma» Transcripción: «Gō» (en japonés: 業)                                    | Yasuhiro Geshi    | Hiroshi Seko | 2 de septiembre de 2021   |
| 8   | «Idaten» Transcripción: «Idaten» (en japonés: 韋駄天)                           | Akiko Seki        | Hiroshi Seko | 9 de septiembre de 2021   |
| 9   | «Sombra» Transcripción: «Kage» (en japonés: 陰)                                 | Yasuhiro Geshi    | Hiroshi Seko | 16 de septiembre de 2021  |
| 10  | «Demonios» Transcripción: «Ma» (en japonés: 魔)                                 | Papiko Aizō       | Hiroshi Seko | 23 de septiembre de 2021  |
| 11  | «The Idaten Deities Know Only Peace» Transcripción: «Namagusa» (en japonés: 腥) | Seimei Kidokoro   | Hiroshi Seko | 30 de septiembre de 2021  |